# François de Saint-Nectaire (évêque)
 (septembre 2013).
Si vous disposez d'ouvrages ou d'articles de référence ou si vous connaissez des sites web de qualité traitant du thème abordé ici, merci de compléter l'article en donnant les références utiles à sa vérifiabilité et en les liant à la section « Notes et références ».
Pour les autres membres de la famille, voir Famille de Saint-Nectaire.
François de Saint Nectaire, mort en septembre 1567, est un prélat français, évêque de Sarlat.

## Biographie
Neveu de Jacques de Saint-Nectaire, abbé de La Chaise-Dieu, et frère (ou plutôt oncle) d'Antoine de Saint-Nectaire, évêque de Clermont, il devient bénédictin de la Chaise-Dieu.
Il est évêque de Sarlat de 1545 à 1567.